# 38歳バツイチ独身女がマッチングアプリをやってみた結果日記
『38歳バツイチ独身女がマッチングアプリをやってみた結果日記』（さんじゅうはっさいばついちどくしんおんながまっちんぐあぷりをやってみたけっかにっき）は、松本千秋による日本のコミックエッセイ作品。2019年に開催された幻冬舎×テレビ東京×note「コミックエッセイ大賞」第1回入賞作品。noteのコンテンツ配信サイト「cakes」（ケイクス）に連載中。
2020年11月からテレビ東京系「ドラマパラビ」でテレビドラマ化。

## 書誌情報
- 松本千秋『38歳バツイチ独身女がマッチングアプリをやってみた結果日記』、幻冬舎
  1. 2020年10月08日発売、ISBN 978-4-3440-3607-9[2]

## テレビドラマ
2020年11月19日（18日深夜）から12月24日（23日深夜）までテレビ東京系「ドラマパラビ」で木曜0時58分から1時28分（水曜深夜）に放送された。主演は山口紗弥加。

### キャスト
- 松本チアキ - 山口紗弥加[1]
- リカ - 町田マリー[4]
- まみ - 野村麻純[4]
- バーのマスター - 増子直純（怒髪天）[4]
- バーの常連客 - 品田誠
- 節子 - 佐藤藍子[4]

#### チアキがマッチングアプリで出会う男性
- ベンチャーくん - 稲葉友[5]
- ロミオくん - 塩野瑛久[5]
- 役者くん - 本田響矢[5]
- 代理店くん - 福山翔大[5]
以上の4名はエンディングにも出演。
- 大学生くん - 前原滉
- アパレルくん - 世古口凌
- ジェントルくん - 小林亮太
- 国立くん - 鈴木康介
- パティシエくん - 富田健太郎
- 社長くん - 弓削智久
- ハーフくん - 當間ローズ
- 不動産くん - 財木琢磨
- ガチモくん - 沼口拓樹
- バスケくん - 澤井一希
- kenta - 田中偉登

### スタッフ
- 原作 - 松本千秋
- 脚本 - 舘そらみ
- 主題歌 - 東京事変「命の帳」[3][注釈 1]
- 監督 - 酒井麻衣
- チーフプロデューサー - 山鹿達也（テレビ東京）
- プロデューサー - 祖父江里奈、小松幸敏（テレビ東京）、石塚清和
- 音楽 - フジモトヨシタカ
- 制作 - テレビ東京、ファインエンターテイメント
- 製作著作 - 「38歳バツイチ独身女がマッチングアプリをやってみた結果日記」製作委員会

### 放送日程
| 各話   | 放送日   | ラテ欄               |
| ------ | -------- | -------------------- |
| 第1話  | 11月19日 | 年下男子と…コレは恋  |
| 第2話  | 11月26日 | 38歳の乙女心と下心!? |
| 第3話  | 12月03日 | プラトニックは駄目!? |
| 第4話  | 12月10日 | 大人の恋愛を満喫中!? |
| 第5話  | 12月17日 | 恋人未満の年下と同棲 |
| 最終話 | 12月24日 | 決断! アプリ消します |

### 放送局
| 放送期間                  | 放送日時                     | 放送局         | 対象地域   | 備考           |
| ------------------------- | ---------------------------- | -------------- | ---------- | -------------- |
| 2020年11月19日 - 12月24日 | 木曜 0:58 - 1:28（水曜深夜） | テレビ東京     | 関東広域圏 | 製作局         |
| 2020年11月19日 - 12月24日 | 木曜 0:58 - 1:28（水曜深夜） | テレビ大阪     | 大阪府     |                |
| 2020年11月19日 - 12月24日 | 木曜 2:05 - 2:35（水曜深夜） | テレビ愛知     | 愛知県     |                |
| 2021年4月2日 - 5月7日     | 金曜 0:00 - 0:30（木曜深夜） | BSテレ東（2K） | 全国       |                |
| 2021年4月2日 - 5月7日     | 金曜 0:00 - 0:30（木曜深夜） | BSテレ東4K     | 全国       | 4K制作版で放送 |

### ネット配信
- Paraviでは11月11日午後9時から毎話先行配信[3]。
- ネットもテレ東（TVer、GYAO!）では地上波での放送後から最新話限定で無料配信。

### スピンオフドラマ
『25歳イマドキ独身女がマッチングアプリをやってみた結果日記』（にじゅうごさいいまどきどくしんおんながまっちんぐあぷりをやってみたけっかにっき）のタイトルで、2020年12月24日（23日深夜）の本編最終回放送直後よりParaviにて配信された（全3回）。本編の主人公・チアキの担当編集・まみ（演 - 野村麻純）が主人公で、舞台は本編より少し前。

#### キャスト（25歳）
- まみ - 野村麻純
- レイナ - 永尾まりや
- バスケくん - 澤井一希
- SEくん - 瀬戸祐介
- サブカルくん - 狩野健斗
- ハーフくん - 當間ローズ
- 投資家くん - 横井翔二郎
- モサ男くん - 松崎克俊
- 最後の男 - 芳村宗治郎
- アリサ - 柳萌奈

#### スタッフ（25歳）
- 監督 - 佐伯竜一
- 脚本 - 皐月彩

| テレビ東京系 ドラマパラビ                         | テレビ東京系 ドラマパラビ                                                               | テレビ東京系 ドラマパラビ               |
| 前番組                                            | 番組名                                                                                  | 次番組                                  |
| ------------------------------------------------- | --------------------------------------------------------------------------------------- | --------------------------------------- |
| だから私はメイクする （2020年10月8日 - 11月12日） | 38歳バツイチ独身女が マッチングアプリをやってみた結果日記 （2020年11月19日 - 12月24日） | おじさまと猫 （2021年1月7日 - 3月25日） |